# Брушо
Брушо (фр. Brouchaud) насеље је и општина у југозападној Француској у региону Аквитанија, у департману Дордоња која припада префектури Периже.
По подацима из 2011. године у општини је живело 213 становника, а густина насељености је износила 17,84 становника/km². Општина се простире на површини од 11,94 km². Налази се на средњој надморској висини од 75 метара (максималној 232 m, а минималној 127 m).

## Демографија
| 1962. | 1968. | 1975. | 1982. | 1990. | 1999. | 2011. |
| ----- | ----- | ----- | ----- | ----- | ----- | ----- |
| 168   | 200   | 194   | 161   | 212   | 178   | 213   |

График промене броја становника у току последњих година